# Mycobacterium canetti
Mycobacterium africanum és una espècie de micobacteri descrita el 1997 per Van Soolingen et al. Aquesta soca fou aïllada d'un malalt de limfadenitis somalí de dos anys. No difereix de Mycobacterium tuberculosis a les proves bioquímiques i en la seva seqüència d'ARNr 16S, però forma colònies llises i lluents, cosa altament excepcional per aquest eubacteri.